# V Premis Simón
La V edició dels Premis Simón va tenir lloc en 2016. Els premis van ser lliurats per l'Acadèmia del Cinema Aragonès (ACA) durant una cerimònia que va tenir lloc el 29 d'abril i que per primera vegada es va celebrar a l'Auditori de Saragossa. L'esdeveniment va ser presentat per l'actriu Irene Alquezar i també per primera vegada va ser retransmesa en diferit per Aragón TV. Els premis competitius atorgats en vuit categories —una més que en l'edició anterior— reconeixien la labor realitzada per diferents professionals del sector audiovisual durant l'any 2015.
Poc abans de la cerimònia de lliurament dels premis es va saber que el director David Yáñez havia estat condemnat per haver agredit a la seva companya sentimental. L'Acadèmia va decidir no retirar de competició la pel·lícula Muchos pedazos de algo, dirigida per Yáñez i que otaba al premi al millor llargmetratge, en considerar que era una obra col·lectiva i que no s'havia de penalitzar a altres persones; però va optar per excloure Yáñez de tots els actes relacionats amb els premis.
La gran triomfadora de la vetllada va ser la pel·lícula La novia, que va guanyar els cinc premis als quals podia optar. El Simón d'honor va ser rebut per Fernando Esteso, actor que va participar en comèdies extremadament comercials durant les dècades de 1970 i 1980.

## Premiats
| Categoria                 | Premiat                                                       | Labor premiada          | Finalistes |
| ------------------------- | ------------------------------------------------------------- | ----------------------- | --- |
| Simón d'honor             | Fernando Esteso                                               | Trajectòria             | |
| Millor llargmetratge      | La novia de Paula Ortiz                                       | Pel·lícula              | Novatos Muchos pedazos de algo El bandido Cucaracha Refugios Bendita calamidad                                                                                               |
| Millor interpretació      | Luisa Gavasa                                                  | La novia                | María José Moreno Pepín Banzo Ana Esteban Nicolás Coronado Jaime García Machín                                                                                               |
| Millor curtmetratge       | Milkshake Express de Miguel Casanova                          | Pel·lícula              | Spanish street Portrait of a wind-up maker Existencial Zero Descubriendo a Mosén Bruno                                                                                       |
| Millor videoclip          | Ritmo veraniego de Dadá                                       | Videoclip de Grupo Dadá | Los puentes hundidos Malcolm Crónica de un asesinato a corazón abierto Olvídate de mí Un gran fracaso                                                                        |
| Millor direcció           | Paula Ortiz Álvarez                                           | La novia                | Miguel Casanova Pablo Aragüés Héctor Pisa i Juan Alonso Rosa Gimeno Alejandro Cortés                                                                                         |
| Millor documental         | Eduado Ducay. El cine que siempre estuvo ahí de Vicky Calavia | Pel·lícula              | Mi tío Ramón Tras Nazarin, el eco de una tierra en otra tierra Nanotecnología, el futuro ya está aquí El hombre que quiso ser Segundo Discovering Lindane: el legado del HCH |
| Millor direcció artística | Jesús Bosqued i Pilar Quintana                                | La novia                | Darío Pérez Manuel de Miguel Alejandro Cortés, Susana Vílchez y Gloria Barugel Luis Sorando Ana Nicolás                                                                      |
| Categoria especial        | Arantxa Ezquerro                                              | Vestuari de La novia    | Ignacio Lacosta i Jaime Cebrián Javier Cerdá García Miguel Amoedo Ignacio Estaregui Raúl Guíu Laplaza                                                                        |